# Дворец Максимовича
Дворец Максимовича (дворец вице-губернатора)— памятник архитектуры XIX века. Построен в стиле классицизма.

## История
Дворец возведён в начале XIX века, в период с 1800 до 1811 года. Хозяином особняка был гродненский вице-губернатор К. Максимович.
Традиционно считается, что в 1812 году во дворце Максимовича жил Жером Бонапарт, командовавший одним из корпусов наступающей французской армии.
По информации историка Мечислава Супрона, после разрушительного гродненского пожара 1885 года здание подверглось перестройке.
В 1920 в здании размещался Гродненский революционный комитет, в котором останавливался Ф. Дзержинский (об этом говорит памятная табличка на стене особняка). Кроме того, в 20-х годах XX века в здании находился орган польской администрации — староство. По информации из книги «Биография гродненских улиц. От Фортов до Коложи», в период нахождения города в составе межвоенной Польши в здании помещались представительства министерств общественных работ и финансов, а также казино для чиновников и редакция газеты "Gazeta Polska Ziemi Grodzieńskiej".
В первой половине 20-х годов XX века некоторые небольшие помещения этого здания были отведены под городской музей, который основал Юзеф Иодковский.
В 1941 году, в период нацистской оккупации города, в здании размещались районная администрация и налоговое управление.
После войны во дворце размещён Исполком гродненского областного совета народных депутатов.
Кроме административных и культурных организаций в здании находились заведения общепита, в частности, столовая облисполкома. В 2014 году в особняке открыт ресторан "Королевская охота".
В 2011 году на фасаде была установлена памятная доска в честь известного российского политика Петра Столыпина, бывшего гродненским губернатором в период 1902-1903 годов и проживавшего в главном дворце Городницы (дворце Тизенгауза), который находился неподалёку от дворца вице-губернатора.

## Архитектура
В центре главного фасада Г-образного здания дворца помещён массивный четырёхколонный портик с треугольным фронтоном (ранее аттиком). Между колонн находится главный вход. На втором ярусе помещён балкон с кованной решёткой, в литье которой показан меандр. Балкон поддерживают кронштейны с эффектными маскаронами. Окна первого этажа имеют обрамления «с ушками». Над тремя центральными окнами второго яруса размещены гирлянды. Остальные окна второго этажа декорированы наличниками с сандриками.
Боковые фасады почти лишены декора.
Слева от дворца, со стороны улицы Вертелишской (Ожешко) к зданию примыкал забор, за которым находился сад.
Во внутреннем дворе когда-то помещалась каменная беседка в стиле классицизма.

## Дворец в искусстве
Особняк является популярной кинолокацией. На фоне дворца Максимовича сняты сцены сериалов «Следы апостолов» и «ГДР». В обоих телесериалах дворец показан как часть застройки Берлина.